# Rödbröstad göktyta
Rödbröstad göktyta (Jynx ruficollis) är en fågel i familjen hackspettar inom ordningen hackspettartade fåglar.

## Utseende och läte
Rödbröstad göktyta är en afrikansk motsvarighet till göktytan, med tydligt roströd strupe i alla fjäderdräkter. Undersidan varierar geografiskt, helt roströd hos fåglar i Etiopien och tvärbandad strupe hos andra. Lätet består av ett ljudligt ringande "kwee".

## Utbredning och systematik
Rödbröstad göktyta delas in i tre distinkta underarter med följande utbredning:
- Jynx ruficollis ruficollis – förekommer från sydöstra Gabon österut till Uganda, västra Kenya och nordvästra Tanzania samt söderut lokalt till norra och östra Angola, nordvästra Zambia och närliggande södra Demokratiska republiken Kongo, norra Moçambique och östra Sydafrika
- Jynx ruficollis pulchricollis – förekommer från sydöstra Nigeria och Kamerun till nordvästra Kongo-Kinshasa, Sydsudan och nordvästra Uganda
- Jynx ruficollis aequatorialis – förekommer på höglandet i Etiopien

## Levnadssätt
Rödbröstad göktyta hittas i odlingsbygd, trädgårdar, skogslandskap, skogsbryn och gräsmarker med spridda träd. Den ses vanligen i par.

## Status och hot
Arten har ett stort utbredningsområde och tros öka i antal. Internationella naturvårdsunionen IUCN listar den därför som livskraftig (LC).